# 佩奇山
76°20′S 144°42′W / 76.333°S 144.700°W
佩奇山（英語：Mount Paige）是南極洲的山峰，位於瑪麗伯德地，處於卡蓬山以西6公里，屬於菲利普斯山脈的一部分，由美國探險隊發現和繪入地圖，現時由南極條約體系管理。